# Alejandro Brand
Alejandro Brand   (Medellín, 15 de maig de 1950) fou un futbolista colombià de la dècada de 1970.
Fou internacional amb la selecció de Colòmbia.
Pel que fa a clubs, defensà els colors de Millonarios on jugà durant tota la seva carrera.